# Ambasada Turcji w Polsce

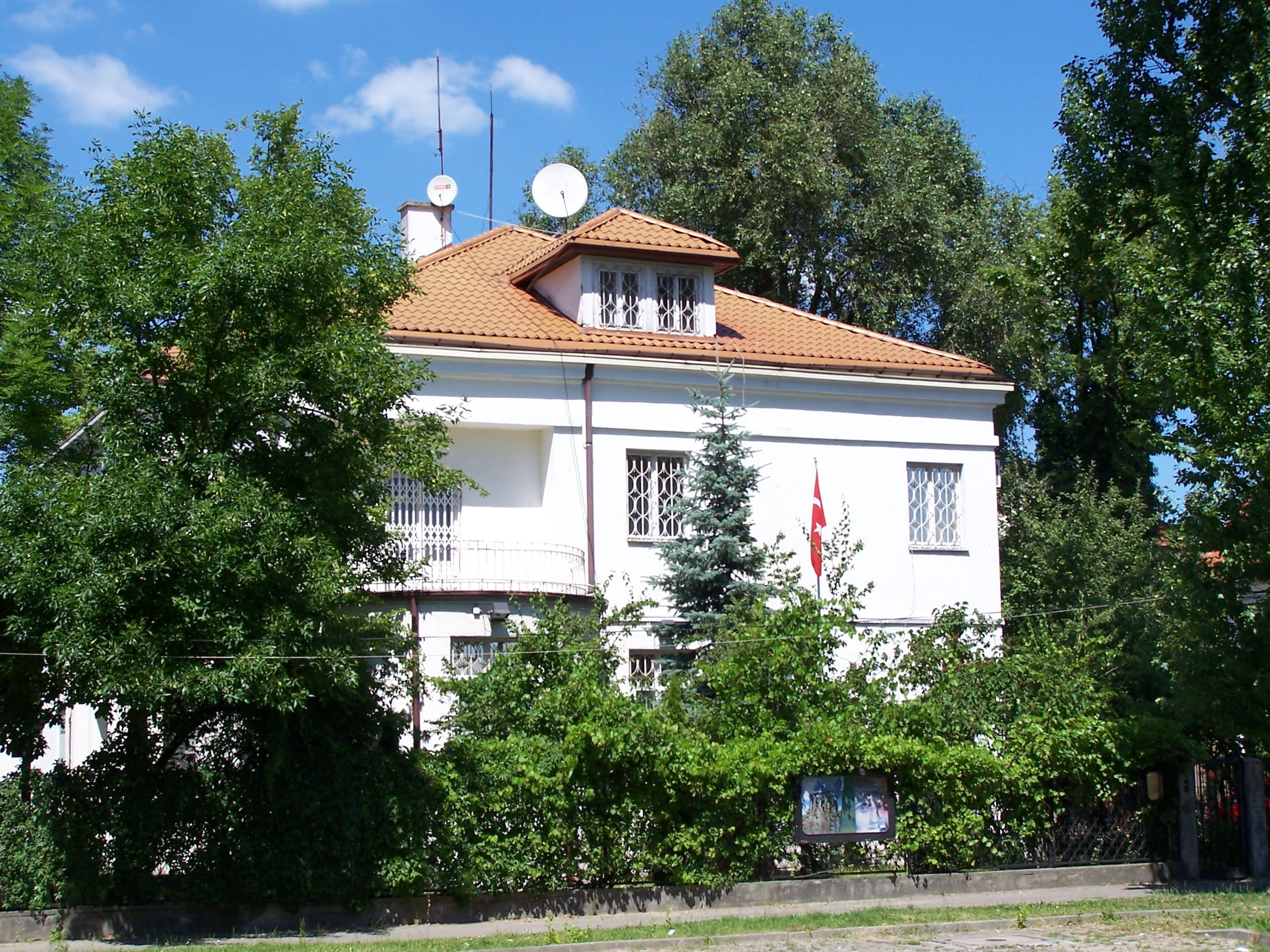
Dawna siedziba Ambasady Turcji w Warszawie przy ul. Malczewskiego (1968-2017)

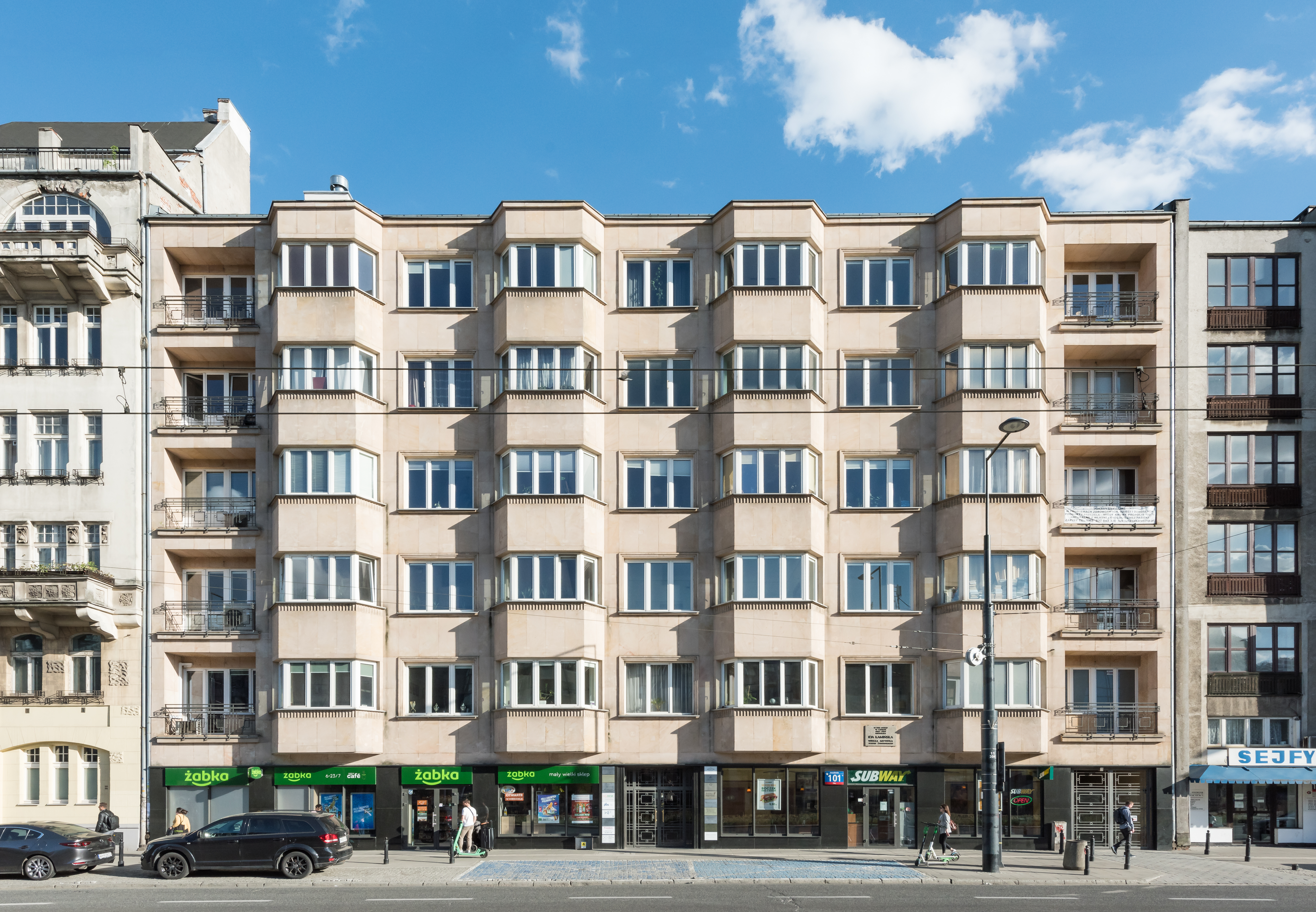
Dawna siedziba Ambasady Turcji w Al. Jerozolimskich 101 (1952−1953)

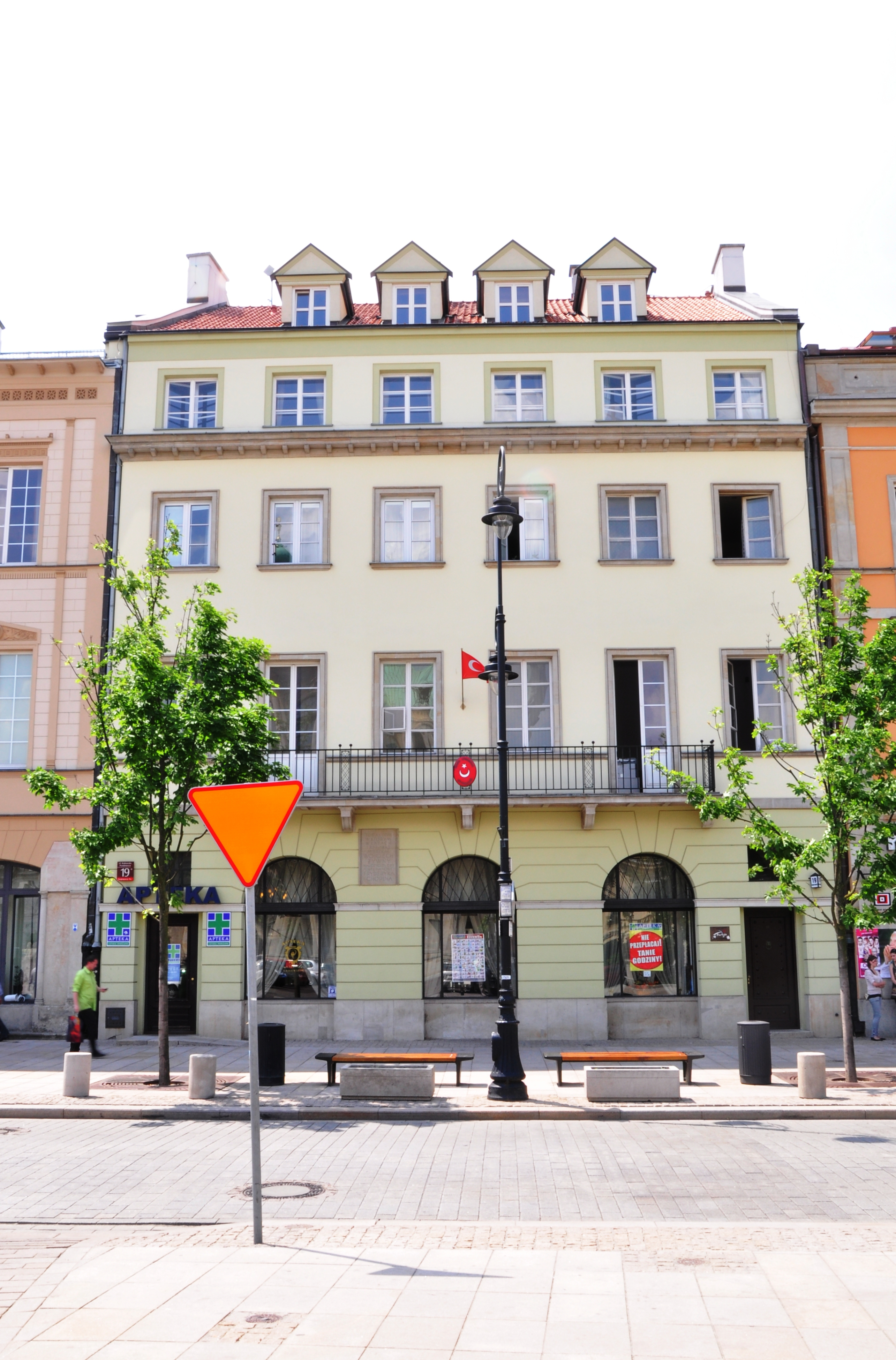
Siedziba Biura Radcy ds. Kultury i Turystyki Ambasady Turcji przy ul. Krakowskie Przedmieście 19/1

Ambasada Turcji, Ambasada Republiki Turcji w Warszawie (tur. Türkiye Cumhuriyeti Varşova Büyükelçiliği) – turecka placówka dyplomatyczna znajdująca się w Warszawie przy ul. Rakowieckiej 19.

## Podział organizacyjny
W skład przedstawicielstwa wchodzą:
- Biuro Attaché Wojskowego (tur. Askeri Ataşelik)
- Biuro Doradcy Edukacyjnego (tur. Eğitim Müşavirliği)
- Biuro Doradcy ds. Współpracy Bezpieczeństwa i Spraw Wewnętrznych (tur. İçişleri Müşavirliği)
- Biuro Radcy ds. Handlowych (tur. Ticaret Müşavirliği), ul. Wspólna 35
- Biuro Radcy ds. Kultury i Turystyki (tur. Kültür Tanıtma Müşavirliği), w domu Juliana Wabia Wapińskiego przy ul. Krakowskie Przedmieście 19/1

## Siedziba

### Przed I wojną światową
Pierwszy oficjalny przedstawiciel Polski dotarł do Turcji w 1414, tym samym ustanawiając stosunki dyplomatyczne pomiędzy Koroną Królestwa Polskiego, a Wielką Portą.

### Okres międzywojenny
Stosunki dyplomatyczne reaktywowano w 1920. Turcja otworzyła swoje poselstwo w Polsce w 1924 z siedzibą w hotelu Bristol przy ul. Krakowskie Przedmieście 42/44 (1924), przy ul. Królewskiej 16 (1925), w byłym pałacu W. T. Kisiel-Kiślańskiego z 1900 (proj. Ludwik Panczakiewicz) przy ul. Szopena 2a (1926). W 1930 przekształcono je w ambasadę. Pałac spłonął we wrześniu 1939 podczas wojny niemiecko-polskiej, jednakże przedstawicielstwo Turcji funkcjonowało w Warszawie do lipca 1940. Współcześnie, od 1951 w odbudowanym pałacu mieści się Ambasada Królestwa Norwegii w Warszawie. Turcja utrzymywała też konsulat w Warszawie przy pl. Napoleona 6 (1927), Wydział Handlowy, który mieścił się w Kamienicy Banku Handlowego i Abrama Wachsmachera w Warszawie przy ul. Nowy Świat 3 (1938), oraz wicekonsulat we Lwowie (1928).
Turcja utrzymywała też konsulat weLwowie (1925-1928):

### Po II wojnie światowej
W 1945 ponownie reaktywowano stosunki dyplomatyczne, a pierwszą siedzibą Ambasady Turcji był hotel Polonia w al. Jerozolimskich 45 (1945, 1947-1949), następnie Hotel Bristol przy ul. Krakowskie Przedmieście 42/44 (1950-1952), obiekty w al. Jerozolimskich 101 (1952-1957), przy ul. Marszałkowskiej 17 (1953-1956), ul. Noakowskiego 14 (1956-1968), ul. Malczewskiego 32 (1968-2017), zaś obecnie przy ul. Rakowieckiej 19 (2017-), w obiekcie firmy Roche z 1933 (proj. Romuald Gutt) zajmowanym wcześniej przez Poselstwo Szwajcarii (1948-1950), Ambasadę Holandii (1964-1990), Ambasadę Danii (1996-2006).
Wydział Handlowy znajdował się przy ul. Wita Stwosza 43 (2013), obecnie przy ul. Wspólnej 35 (2017); a rezydencja ambasadora w okresie powojennym w willi „As” z 1928 w Konstancinie przy ul. Sobieskiego 21 (1955) i na Saskiej Kępie przy ul. Królowej Aldony 18 (1964-2013).
Na początku lat 60. XX wieku planowano budowę ambasady przy ul. Szopena, lecz te plany nie zostały zrealizowane.